# Центральна площа (Прилуки)
50°35′42″ пн. ш. 32°23′11″ сх. д. / 50.59500° пн. ш. 32.38639° сх. д.
Центра́льна пло́ща — центральна площа у районному центрі Чернігівської області місті Прилуках; названа на честь міського центру. Розміри — 110 на 70 метрів, площа — 7700 м².
Майдан являє собою пішохідну ділянку з достатньо великим міським сквером, яка розташована між вулицями Київською, Вокзальною, сквером Івана Дубинського, Соборною площею та сквером Олега Кошового. Це улюблена зона відпочинку й прогулянок місцевих жителів і гостей Прилук.

## Історія та опис

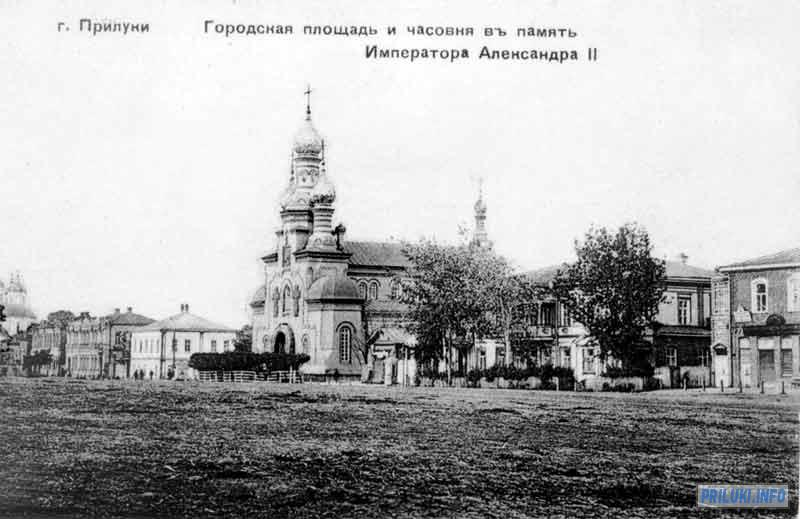
Базарна площа на фото початку ХХ століття

Фактично первинна площа як така — набагато більший Базарний майдан — існував починаючи з XVII століття і до 1920 року. Це була історична місцина між Київським шляхом і Спасо-Преображенським собором. Площу забудовували відповідно до генерального плану 1802 року. Так, у 1900 році на Базарній площі налічувалось 5 володінь і 7 житлових будинків. У ХХ столітті площу неодноразово (постійно) переплановували і перебудовували. Нині ж більшу частину колишнього Базарного майдану займає міський сквер, а з півночного заходу до сучасної Центральної площі примикає Центральний міський ринок.
У квітні 1920 року за рішенням Прилуцького міськвиконкому південно-західна частина Базарної площі була названа іменем Карла Маркса, а північно-східна — іменем Тараса Шевченка.
У 1926—27 роках зустрічається назва майдану Кооперативна площа, серед інших назв площі у довоєнний час — площа Міськради, Ленінська, Орджонікідзе.
Після Другої Світової війни центральна площа Прилук відома як площа Леніна, і вже за незалежності України (1991) дістала свою сучасну нейтральну назву — Центральна площа.
З історією площі пов'язана своєрідна боротьба за центральний монумент на ній. Нині це місце вільне. Але так було не завжди. Уперше пам'ятник в осередді прилуцького центрального майдану встановили у 1934 році — на честь Леніна. У період німецької окупації під час Другої світової війни цей пам'ятник знищили, а на його місці встановили погруддя Тараса Шевченка, по війні перенесене. Вже 1944 року на площі знову пам'ятник Леніну — гіпсовий, від 1949-го — бетонний, і нарешті від 1976 — з бронзи, який простояв найбільше з усіх пам'ятників — до 2014 року, коли був повалений під час Революції гідності.
У 1943 році на площі були поховані радянські танкісти, а на їхній могилі встановили танк, поруч було поховано Героя Радянського Союзу М. І. Зіньковича (майдан деякий час навіть носив назву на його честь), також були облаштовані одиночні могили воїнів, загиблих за визволення Прилуччини. Із великою реконструкцією площі у 1962—63 роках останки воїнів та генерала М. І. Зіньковича перенесено до скверу Борців революції.
По війні, у 1947—48 роках на більшій частині Центральної площі був висаджений парк, який починаючи від 1960-х років постійно упорядковувався, зокрема тут відкривали пам'ятники і пам'ятні знаки.
8 травня 1965 року в Центральному сквері був відкритий пам'ятник-погруддя героєві-прилучанину Олега Кошового.

Фонтан на Центральній площі (2010), на задньому тлі — роботи з упорядкування скверу

Велика нова реконструкція площі була здійснена в 1986 році (тоді тут навіть відкрили фонтани радянського штибу), однак у економічно й соціально складних 1990-х роках головний майдан Прилук і сквер на ньому прийшли в запустіння, наявними були ознаки занедбання. І це навіть попри те, що у сквері відкрили декілька нових пам'ятників — погруддя Героя Радянського Союзу І. Я. Дубинського (1990), Землякам, які загинули в Афганістані (1995), Жертвам Чорнобиля (1996).
Здійснення осучаснення й належного благоустрою Центральної площі Прилук розпочалось від 2007 року, і пов'язане, в першу чергу, з фінансовою підтримкою, високою громадянською позицією та любов'ю до рідного міста міського мецената Ю. В. Коптєва. Так, у 2007 році відкрито перший в Україні пам'ятник Шевченку-митцю і, відповідно, впорядковано ріг вулиць Незалежності та Київської, а до кінця 2009 року проведено генеральний благоустрій Центральної площі — не лише покладена плитка (6,5 тис. м²), а здійснено заміну старих підземних комунікацій, що проходять під площею.
У 2010 році активно тривало впорядкування Центрального міського скверу на площі. На День незалежності в 2010 році на площі запрацював перший у місті (від радянських часів, фонтани того часу всі в неробочому стані) міський фонтан, причому він має стати одним з декількох водограїв, що з'являться в місті. Загалом на площі зараз працюють два фонтани.
21 лютого 2014 року громада ухвалила рішення знести пам'ятник В. І. Леніну та на його місці спорудити пам'ятний знак героям Майдану. Зранку на вимогу громади було скликано позачергову сесію міської ради. Одним із ключових питань було негайне знесення пам'ятника Леніну. Дане рішення було виконане вже ввечері.
На прилуцькій Центральний площі відбуваються святкування з нагоди державних і місцевих (зокрема, на День міста) свят, масові гуляння прилучан, концерти, політичні мітинги тощо.

Панорама Центральної площі Прилук

Нічна панорама Центральної площі Прилук